# Ilha do Mel

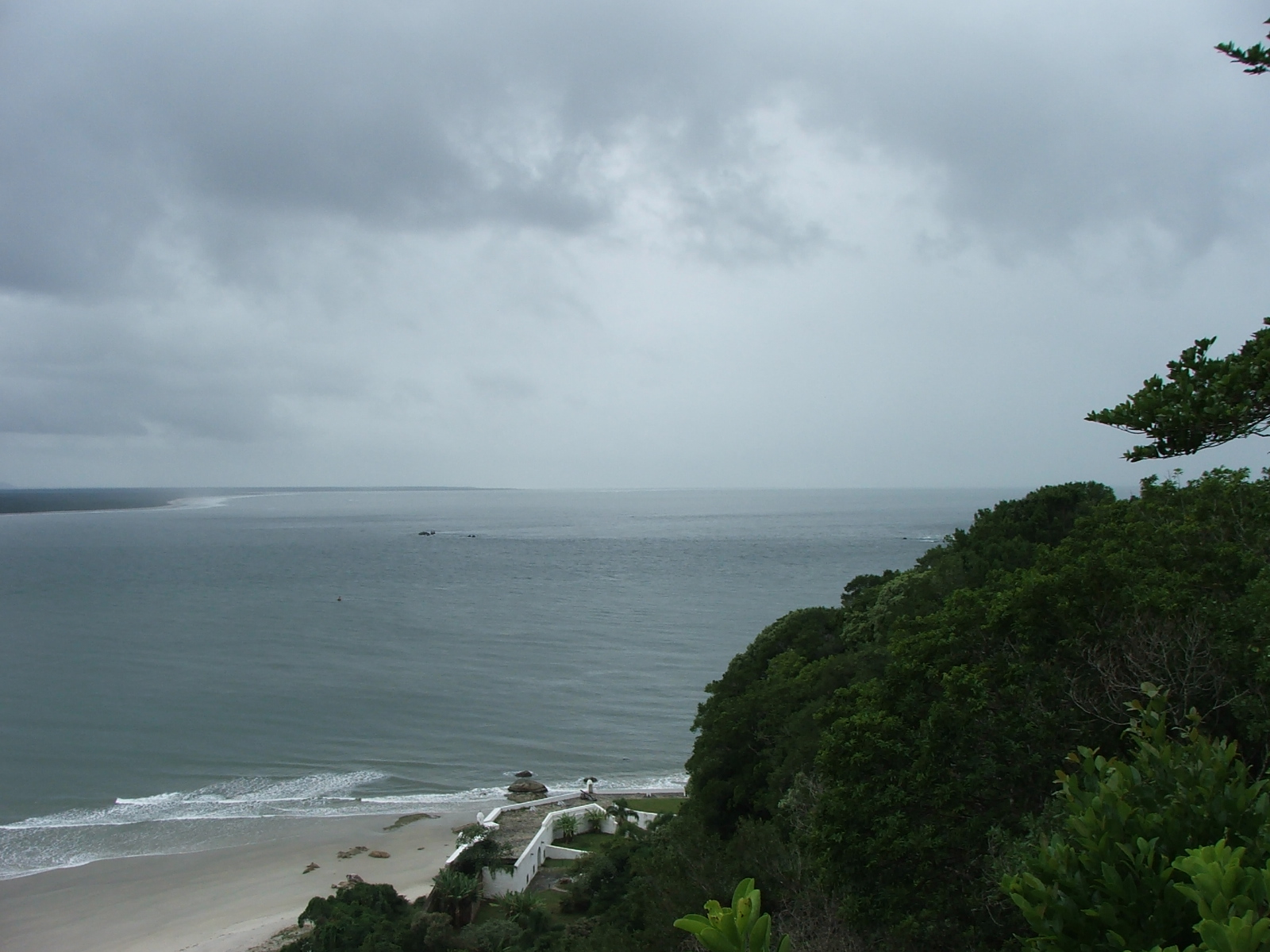
Strand van Ilha do Mel met het fort

Ilha do Mel (uit het Portugees: "Honingeiland") is een Braziliaans eiland. Het ligt in de Golf van Paranaguá in de staat Paraná. In de koloniale tijd hebben de Portugezen er een fort gebouwd. Vooral vanwege de stranden is het eiland een belangrijke toeristische trekpleister voor Brazilianen.

## Naamgeving
Er zijn verschillende theorieën voor de afkomst van de naam Ilha do Mel:
- Een admiraal met de achternaam Mehl bezocht het eiland vaak met zijn familie voor de Tweede Wereldoorlog.
- Gepensioneerde zeelieden bedreven de bijeenteelt op het eiland, en exporteerden zelfs honing.
- Het water op het eiland bevat kwik. Als dit in contact met zout water komt, geeft het een honingachtige kleur.
- De inheemse carijó hielden al bijen op het eiland.

## Geografie
Het eiland heeft de vorm van een kromme 8, met een noordelijk en een zuidelijk gedeelte die door een smalle strook verbonden zijn. De omtrek van het eiland bedraagt 35 km.
Het noorden wordt gevormd door een vlakte. Op het eiland liggen de volgende heuvels:
- Morro Bento Alves of Morro do Miguel (151 m)
- Morro do Meio (94 m)
- Morro da Baleia (80 m). Hier bevindt zich het fort.
- Morro das Encantadas (68 m)
- Morro do Joaquim (65 m)
- Morro do Farol de Conchas (50 m)

Ten noorden van Ilha do Mel liggen de eilanden Ilhas das Peças en Superagüi. Ten zuiden ligt de badplaats Pontal do Sul en ten oosten de open zee.

## Natuur
In 1954 heeft de eerste biologische studie van het eiland plaatsgevonden. Vanaf 1985 wordt de natuur systematisch bestudeerd.
Ilha do Mel heeft 55,05 hectare strand. Ook zijn er wat mangrovebossen. Verder zijn er op het eiland enkele zoetwatermoerassen. Op de Morro Bento Alves, Morro do Meio en Morro da Baleia bevindt zich dicht naaldbos. In de gebieden waar de invloed van de mens groot is, groeit vooral secundair struikgewas. Op sommige plekken, waar de invloed van de zee groot is, bevinden zich pioniergewassen.
Op het eiland komen de volgende diersoorten voor:
- 153 soorten vogels
- 19 ordes insecten
- 20 soorten reptielen
- 7 soorten zoetwatervissen
- 24 soorten zoogdieren

## Het fort

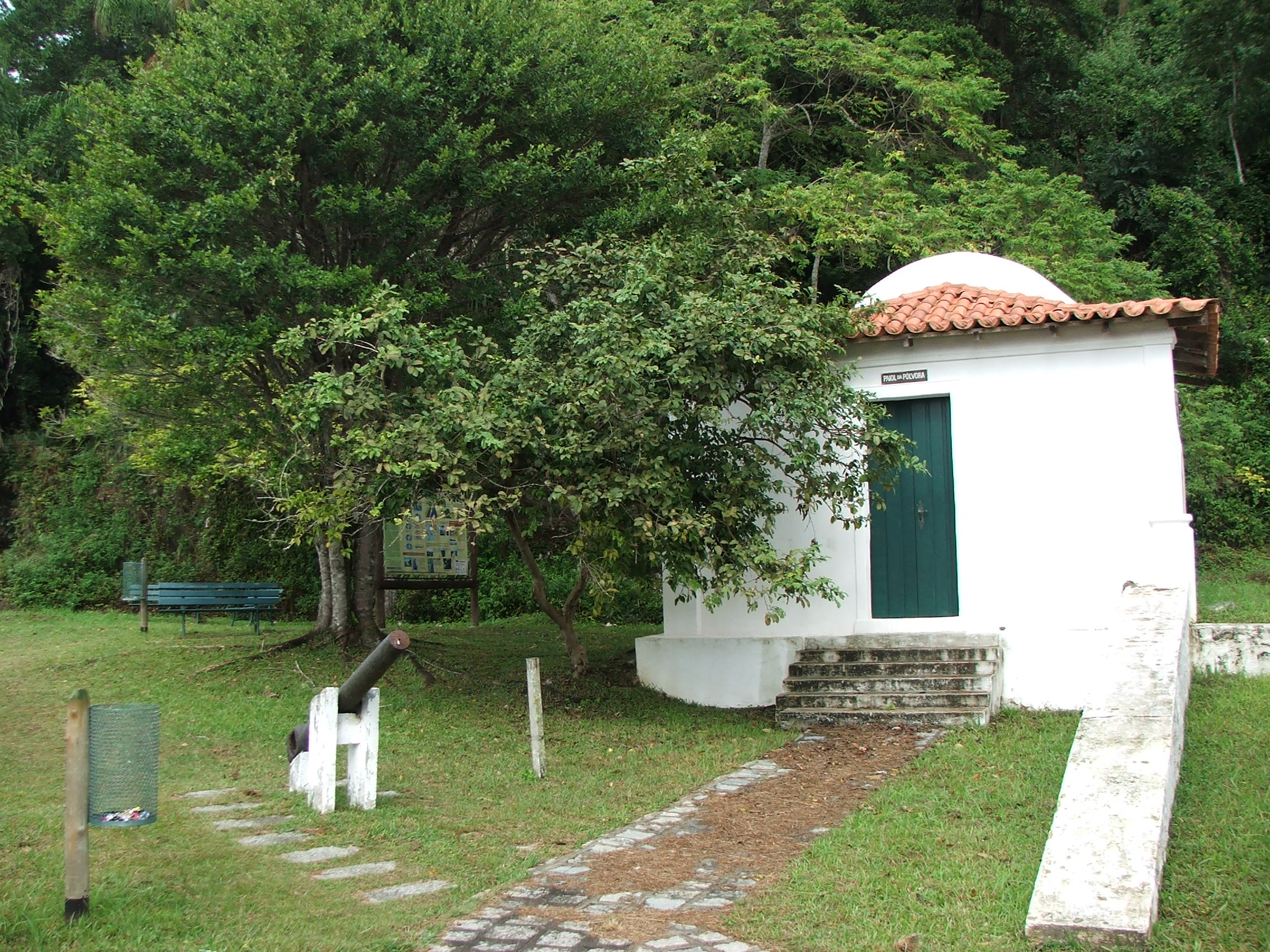
Binnenkant van het fort

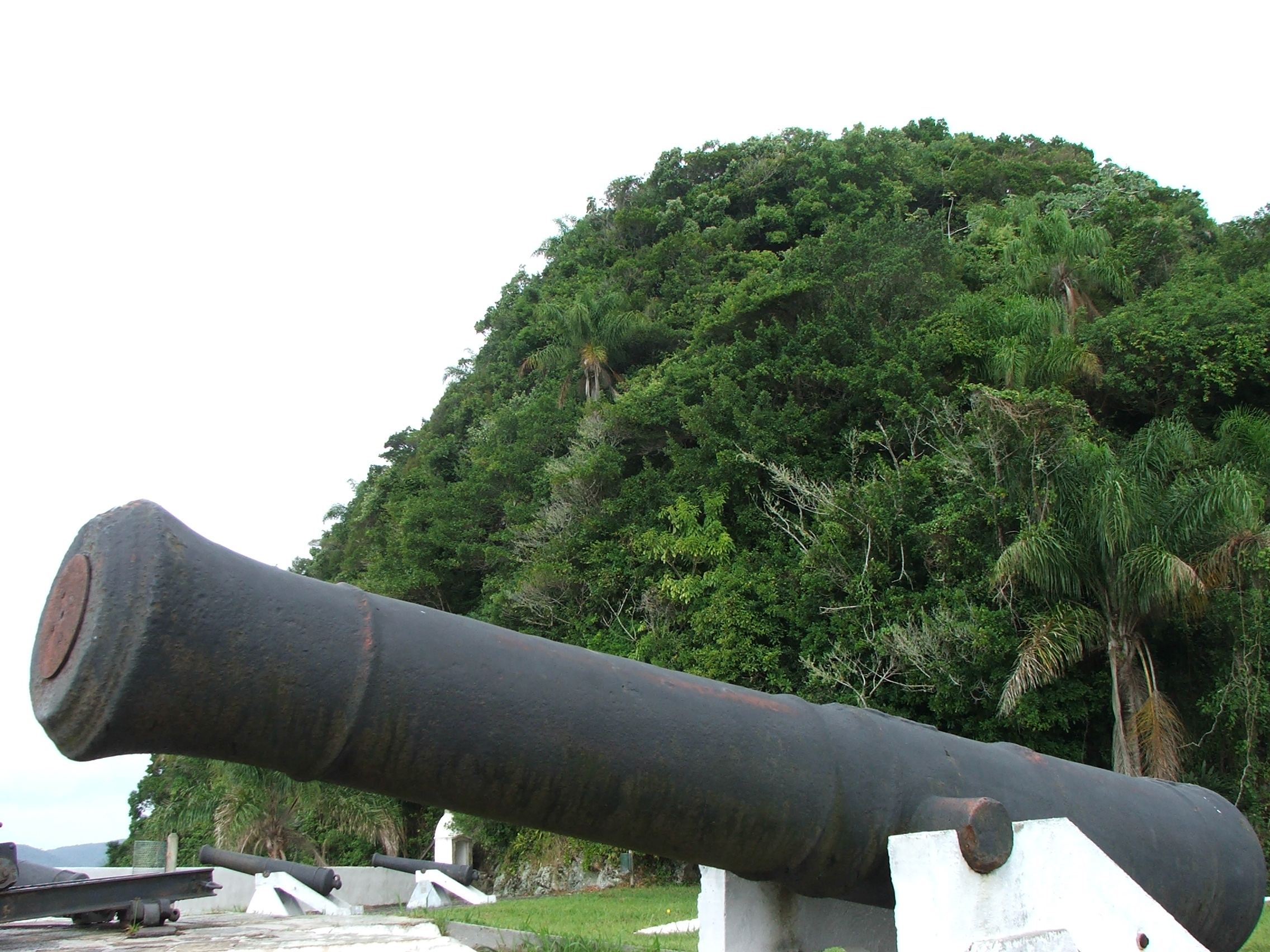
Kanonnen

In 1767 werd onder de regering van koning Jozef I het Fort van Onze Lieve Vrouwe van de Vreugden (Fortaleza de Nossa Senhora dos Prazeres) gebouwd om de baai te kunnen verdedigen. De bouw vond plaats onder leiding van luitenant-kolonel Afonso Botelho. Deze ontving orders van de Markies van Pombal en van kapitein-generaal Luiz Antônio de Souza. Deze laatste was gouverneur van de kapiteinschap van São Paulo, waar het eiland destijds onder viel. De bouw van het fort werd in 1769 voltooid.
Het fort was oorspronkelijk als volgt bewapend:
- 2 kanonnen van kaliber 24
- 2 kanonnen van kaliber 18
- 2 kanonnen van kaliber 12

Deze werden in 1800 verwijderd. In 1825, onder keizer Peter I, werd het opnieuw bewapend met 12 stukken van kaliber 18. Deze werden in 1831 verwijderd.
Op 1 juli 1850 nam het Engelse fregat "Cormoran" enkele Braziliaanse schepen gevangen in de haven van Paranaguá, op verdenking van slavenhandel. Het fort werd weer bewapend en de commandant van het fort, kapitein Joaquim Ferreira Barbosa, gaf opdracht het vuur te openen. Ze raakten het fregat, dat zich verplicht zag om dekking te zoeken in de baai Enseada das Conchas.
In 1975 werd het eiland tot Historisch Erfgoed verklaard. Het fort is recentelijk gerestaureerd.

## Moderne tijd
Tegenwoordig maakt het eiland deel uit van de gemeente Paranaguá. Het wordt beheerd door het Instituto Ambiental do Paraná ("Milieu-Instituut van Paraná") en door de Militaire Politie. Het is een Park van de Staat Paraná, en is als Ecologisch Station erkend door UNESCO.
Op het eiland bevinden zich vier nederzettingen:
- Nova Brasília
- Praia Encantadas
- Fortaleza (bij het fort)
- Farol (bij de vuurtoren)

De bevolking leeft voornamelijk van het toerisme. Ook wordt er aan visserij gedaan. Sinds 1988 is er elektriciteit op het eiland. De paden zijn onverhard.

## Toerisme

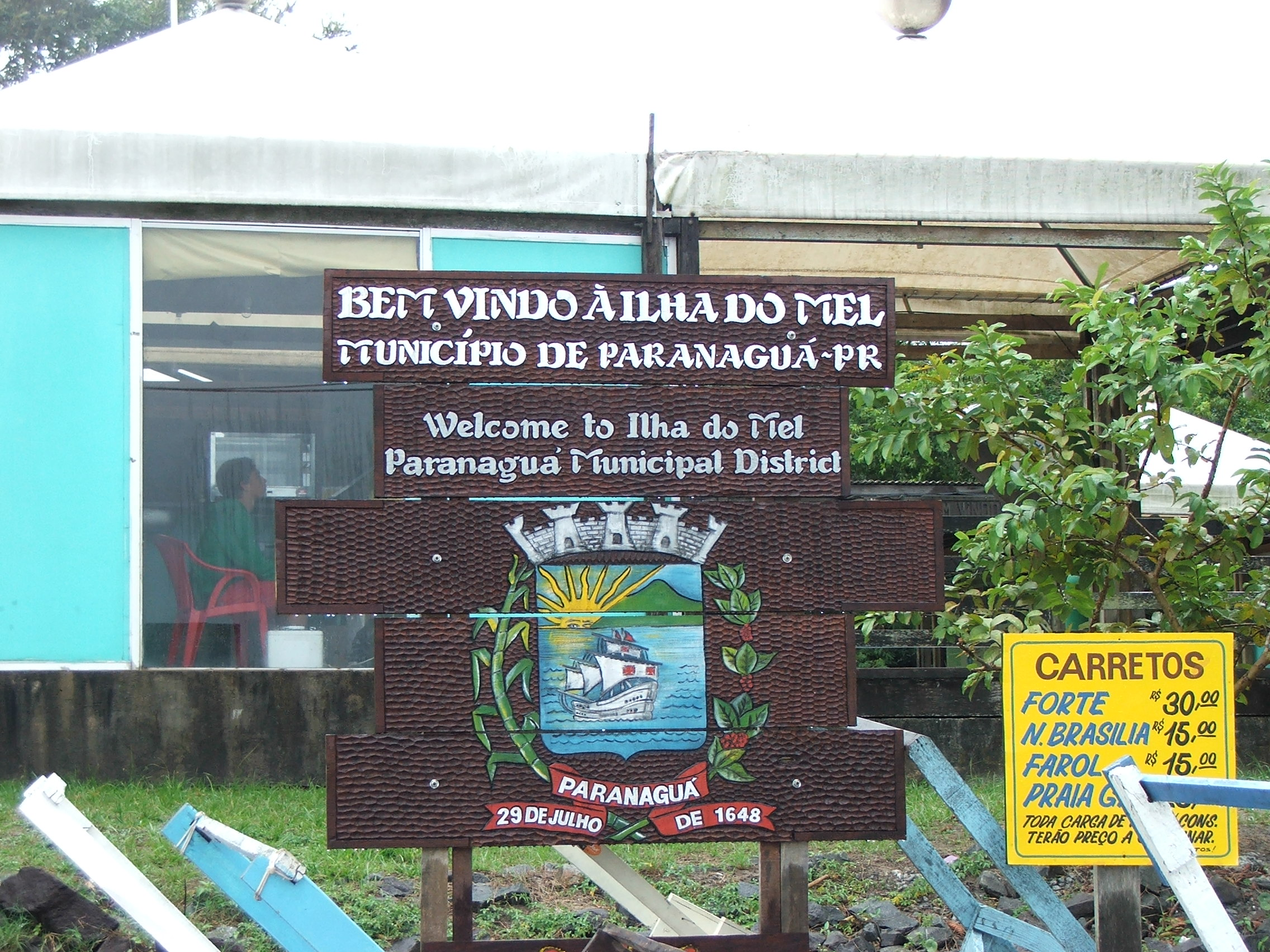
Welkomstbord

Hoewel het eiland een toeristische bestemming is, is het toerisme aan strenge regels gebonden. Dit komt vooral door het probleem van het afval dat de toeristen voortbrengen. Er mogen slechts 5000 toeristen per dag het eiland bezoeken. Het grootste deel van het eiland (22,4069 km²) is beschermd gebied en voor toeristen verboden. Gemotoriseerd of zelfs door dieren voortgetrokken verkeer is niet toegestaan.
Er zijn slechts wat kleine overnachtingsmogelijkheden (pousadas) en restaurants. Er zijn mogelijkheden om watersport te beoefenen (surfen, bodyboarden, kanovaren, zeilen, sportvissen). Ook kan men er wandelen en paragliden.

## Bezienswaardigheden
- Farol de Conchas, een nog werkende vuurtoren in de buurt van Nova Brasília.
- Fort van Onze Lieve Vrouwe van de Vreugden (Fortaleza de Nossa Senhora dos Prazeres). Dit bevindt zich op een plek die Baleia wordt genoemd. Het ligt op 3 km van Nova Brasília. Bij laagwater kan men over het strand lopen, bij hoogwater moet men een pad verder landinwaarts nemen.
- Grot van Encantadas (Gruta das Encantadas). Er bestaan verschillende legendes rond deze grot.

## Vervoer
Het eiland ligt op 27 km van de plaats Paranaguá en op 4,5 km van het badplaatsje Pontal do Sul. In Pontal do Sul vertrekken de boten naar het eiland. Bij de vertrekplaats bevindt zich een informatiecentrum. Bij vertrek worden de toeristen geregistreerd. De overtocht duurt 30 minuten, waarbij men vaart tussen de vrachtschepen door die op weg zijn naar de haven van Paranaguá. De boten gaan naar Nova Brasília, Encantadas of Fortaleza. Er vertrekken ook boten vanuit Paranaguá.